# ロバート・ダグラス (初代ベルヘイヴン子爵)
初代ベルヘイヴン子爵ロバート・ダグラス（英語: Robert Douglas, 1st Viscount of Belhaven PC、1573年ごろ – 1639年1月14日 エディンバラ）は、スコットランド王国の貴族、廷臣。

## 生涯
マルコム・ダグラス（Malcolm Douglas）の三男として生まれた。
ウェールズ公ヘンリー・フレデリックのページ・オブ・オナー、ついで主馬頭を務め、1609年2月7日にホワイトホールで騎士爵に叙された。1612年にウェールズ公が死去すると、スコットランド王ジェームズ6世（イングランド王としてはジェームズ1世）により寝室侍従に任命され、1622年8月5日に宣誓してスコットランド枢密院の枢密顧問官に就任した。
チャールズ1世の治世では1631年6月9日に枢密顧問官を再任、1633年6月24日にスコットランド貴族であるハディントンシャーにおけるベルヘイヴン子爵に叙された。
1639年1月14日にエディンバラで死去、ホリールード寺院に埋葬された。爵位は廃絶した。死後、甥アーチボルドとロバートによりホリールード寺院で記念碑を立てられた。

## 家族
1611年5月にニコラス・マリ（Nicolas Moray、ロバート・マリの長女）と結婚したが、ニコラスは1612年11月の出産後に死去、生まれた子も死亡した。
ウォーリー氏（Miss Whalley）との間で庶子を2人もうけており、ダグラスは1631年7月30日に2人を認知した。
- ジョン（1631年7月30日以降没）
- スザンナ（1618年ごろ – ?） - 1636年2月2日、ロバート・ダグラス（Robert Douglas、1602年ごろ – ?）と結婚、子供あり[1]